# HD 29063
HD 29063，又名BD-07 841，SAO 131317、HR 1450，是一颗恒星，视星等为6.09，位于銀經202.62，銀緯-33.52，其B1900.0坐标为赤經4h 29m 22.1s，赤緯-7° -33.52′ 45″。